# 十代の妊娠
十代の妊娠（じゅうだいのにんしん）は、日本映画。
1970年7月1日公開。女子高生の不純異性交遊、妊娠を描く。
映画産業の斜陽化とテレビ放送の発達に押され、経営不振に陥っていた当時の大映が打ち出した「エロ・グロ」路線の一作。

## スタッフ
- 企画：斎藤米二郎
- 監督：帯盛迪彦
- 脚本：長谷川公之
- 撮影：森田富士郎
- 音楽：伊部晴美
- 美術：加藤茂
- 照明：美間博
- 編集：山田弘
- 製作：大映（京都撮影所）
- 配給：ダイニチ映配（大映と日活の共同配給）

## キャスト
- 小松節子：南美川洋子
- 柴崎早苗：八並映子
- 池本文枝：川崎あかね
- 石垣桃代：八代順子
- 早川剛：青山良彦
- 中原英彦：篠田三郎
- 佐々木武志：小野川公三郎
- 本山高夫：伊吹新吾
- くに子：丘夏子
- 石垣久乃：長谷川待子
- 中原岸子：北城真記子
- 佐々木俊作：田武謙三
- 林敏治：加藤嘉
- 柴崎史郎：水上保広
- 三田牧子：松村康世
- 小松庄三：伊達三郎
- 前田勇：木村元
- 柴崎竜二：寺島雄作
- 春江：和田かつら
- 柴崎律子：近江輝子